# Woody Walder
Woodrow „Woody“ Walder (* 25. Dezember 1903 in Dallas, Texas; † 9. Februar 1978 in Kansas City, Missouri) war ein US-amerikanischer Jazzmusiker (Tenorsaxophon, Klarinette).
Walder arbeitete ab den frühen 1920er-Jahren in Kansas City im Bennie Moten Orchestra und war seit 1923 auch an dessen Radioaufnahmen für WHB beteiligt, die bis nach Kanada und Kuba zu hören waren. Er tourte mit Moten und ist auch auf dessen Schallplatten mit Ada Brown und Mary H. Bradford zu hören. Er blieb bis 1931 bei Moten und leitete in den folgenden Jahren gemeinsam mit seinem Bruder Herman Walder (1905–1991) die Formation Walder Brother’s Swing Unit, ohne jedoch weitere Aufnahmen zu hinterlassen. Dann gehörte er mit seinem Bruder zur Rocket Swing Unit, die drei Jahre lang im Spinning Wheel in Kansas City auftrat, um dann seine eigene Band, die Swingsters, zu leiten.  Im Bereich des Jazz war er zwischen 1923 und 1931 an 23 Aufnahmesessions beteiligt. Mit Moten schrieb er das Stück Kansas City Breakdown, das nicht nur von Moten, sondern auch von Keith Nichols mit seinen Blue Devils aufgenommen wurde.